# Novantinoe guyanensis
Novantinoe guyanensis là một loài bọ cánh cứng trong họ Cerambycidae.